# 埼玉県道395号南川上名栗線
埼玉県道395号南川上名栗線（さいたまけんどう395ごう みなみかわかみなぐりせん）は、埼玉県飯能市南川地区から同市旧名栗村地区に至る一般県道である。道中で天目指峠（あまめざすとうげ。北緯35度54分40秒、東経139度10分38秒。）を越える峠道である。

## 起点・終点
- 起点：埼玉県飯能市大字南川（国道299号交点）
- 終点：埼玉県飯能市上名栗（埼玉県道53号青梅秩父線交点）
- 距離：7,086m

## 通過する自治体
- 埼玉県飯能市

## 道路の特徴
沿道は、南側になる埼玉県道53号青梅秩父線側（秩父・青梅方面）は接続点付近に人家が数軒あるのみである。北側になる国道299号側（佐久・さいたま方面）は、かなり奥まった上久通林道との分岐点付近まで民家、別荘が点在している。特に峠付近の道路はセンターラインや街灯などがほとんどない上に、道幅が狭い。一部のカーブではガードレールがないため危険である。道路脇の側溝に穴が開いており、そこに枯葉や枝などが詰まっているため見づらく、側溝に落ちないよう注意が必要である。また、路面が荒れており急カーブが多い。カーブの部分にはブレーキ痕が数多く残っている。機種によっては携帯電話の電波が圏外となる事もある。

### 名勝
峠付近には、関東ふれあいの道のコースになっていたり交差する場所もある。子ノ権現（天龍寺）や伊豆ヶ岳をはじめとしたハイキングコース用の遊歩道に接続することから、ハイキング客の利用が多い。

### 路線バス
昭和40年代までは、全線にわたり路線バスが運行されていた。上久通林道との分岐点付近を境に北側を西武バスが、天目指峠を越える南側を国際興業バスが運行していた。